# 相鉄ホールディングス
相鉄ホールディングス株式会社（そうてつホールディングス、英: Sotetsu Holdings, Inc.）は、相模鉄道など相鉄グループを統括する純粋持株会社である。本社は神奈川県横浜市西区北幸二丁目の相鉄本社ビル内に所在。略称は相鉄HD。

## 概要
相鉄ホールディングスの前身は、大正時代に設立された鉄道事業者である相模鉄道（通称：相鉄）。同社は本業の鉄道事業以外にも、バス事業や不動産事業などを営む多角的経営を行い相鉄グループを形成した。第二次世界大戦後の首都圏への人口集中なども手伝って準大手私鉄から大手私鉄にまで上りつめたが、バブル崩壊以後の平成不況により経営の効率化を行うことになった。1990年代末から2000年代半ばにかけて鉄道事業とバス事業を除く各事業を分社化もしくは他社へ譲渡するなどして、2009年には鉄道事業を分社化、商号を相鉄ホールディングスに変更した。この時点では一部のバス事業を行う事業持株会社であったが、2010年に傘下の相鉄バスに全路線を譲渡し、純粋持株会社に移行した。
相鉄本線の始発駅である横浜駅西口付近の一等地に数多くの不動産を持つ大地主であり、相鉄グループ内唯一の上場企業（東証プライム）。
グループ内で百貨店事業は行っていないが、ターミナル駅である横浜駅の駅ビル「相鉄ジョイナス」の核テナントとして、髙島屋横浜店（横浜髙島屋）が入居しており、事実上のターミナルデパートとなっている。相鉄は横浜店の出店に大きく関与しており、そういった経緯から相鉄ホールディングスと髙島屋の関係は深く、髙島屋の大株主（2022年2月28日現在で発行済株式の1.44％を所有）にもなっている。またスーパーマーケット事業を行う相鉄ローゼンの前身である相高（相高ストア）も、元々は相鉄不動産（初代）と横浜髙島屋との合弁で設立された（ローゼンは髙島屋のシンボルである「バラ」のドイツ語読みが由来）。

## 相鉄グループの全国・海外展開
ホテルサンルートを買収する形で相鉄グループは実質的に全国展開を行っているものの、以前は相鉄グループ内での自力での首都圏以外への全国展開は行っていなかった。2015年に相鉄フレッサインが京都府京都市の2箇所で開業させることを発表し、初めて相鉄グループ自力での全国展開を開始させることになった。
相鉄グループは2020年代にかけて、ホテル事業の海外展開も進めている（韓国、ベトナム、タイ王国、台湾）。

## 沿革
前身である相模鉄道時代の沿革も併せて記す。

### 相模鉄道
- 1917年（大正6年）12月18日 - 神奈川県高座郡茅ヶ崎町（現：茅ヶ崎市）にて相模鉄道株式会社を設立。
- 1918年（大正7年）7月 - 砂利の採掘、販売の許可を得る。
- 1919年（大正8年）9月 - 相模鉄道相模線（現：JR相模線）茅ケ崎駅 - 寒川駅間が開業。
- 1931年（昭和6年）4月 - 相模線茅ケ崎駅 - 橋本駅間が全線開通。
- 1943年（昭和18年）4月 - 神中鉄道株式会社を吸収合併し、相模鉄道の路線を相模鉄道相模線（現：JR相模線）、神中鉄道の路線を相模鉄道神中線（現：相鉄本線）とする。
- 1944年（昭和19年）6月 - 運輸通信省により戦時買収私鉄として、相模線および四之宮支線（のちの西寒川支線）が買収される。
- 1949年（昭和24年）5月 - 東京証券取引所に株式上場（銘柄番号9003）。
- 1950年（昭和25年）6月 - 乗合バス事業を再開（戦前もわずかに営業していたが、神奈川中央交通に譲渡していた）。
- 1952年（昭和27年）- スタンダード・バキューム・オイル（現：エクソンモービル）から横浜駅西口の約2万5千㎡の土地を買収。
- 1955年（昭和30年）12月 - 初の自社開発電車が登場。
- 1956年（昭和32年）4月 - 横浜駅西口に横浜駅名店街、高島屋ストア（後の横浜髙島屋横浜店）を開業。
- 1959年（昭和34年）2月 - 社名略称を「相鉄」、英文略称を「STK」とし、「相」の字をモチーフにした社紋を制定。
- 1965年（昭和40年）- 本社を相鉄ビル（神奈川県横浜市西区北幸1-3-23、現：横浜ベイシェラトン ホテル&タワーズ）に移転。
- 1950年代から1960年代　- 沿線で盛んに住宅を分譲する。
- 1966年（昭和41年）7月 - 上場銘柄の略称を「相模」から「相鉄」へと変更。
- 1971年（昭和46年）
  - 7月 - 初の冷房付き鉄道車両が登場。
  - 8月 - 新相鉄ビル（相鉄ジョイナス）のうち、横浜駅部分が完成。
- 1972年（昭和47年）8月 - パワーウィンドウ付き鉄道車両が登場（一般営業用としては世界初）。
- 1973年（昭和48年）秋 - 新相鉄ビルの高島屋増床部分が完成。ショッピングセンター「相鉄ジョイナス」開業。
- 1976年（昭和51年）4月 - いずみ野線二俣川駅 - いずみ野駅間が開業。
- 1981年（昭和56年）4月 - 乗合バスに冷房付き車両が登場。
- 1970年代から1980年代にかけて - いずみ野線沿線で盛んに住宅を分譲する。
- 1987年（昭和62年）1月 - 社紋と別に、「S」の字をモチーフにしたシンボルマークを制定。
- 1988年（昭和63年）8月8日 - 相鉄本社ビル（横浜市西区北幸二丁目9番14号）が完成し、本社を同地に移転[8]。
- 1989年（平成元年）3月 - 初の高速バスブルーライト号を横浜駅 - 大阪駅間に設定。
- 1990年（平成2年）
  - 2月 - 緑園都市駅近くに美術館として相鉄文化会館、相鉄ギャラリーを開業。
  - 4月4日 - いずみ野線いずみ野駅 - いずみ中央駅間が延伸開業[9]。
  - 5月31日 - 日本民営鉄道協会により相模鉄道を大手私鉄とすることが決定[9]。
- 1997年（平成9年） - 貸切バス事業を相鉄自動車に譲渡。
- 1998年（平成10年）3月 - 横浜地下街が株式会社大関を子会社化。
- 1999年（平成11年）3月 - いずみ野線いずみ中央駅 - 湘南台駅間が延伸開業。
- 2001年（平成13年）
  - 10月 - 石油・砂利の販売事業を相鉄興産に譲渡。
  - 12月 - 神奈川県綾瀬市内の乗合バス事業を相鉄バスに譲渡。
- 2004年（平成16年）12月 - 相鉄観光の大部分の株式を近畿日本ツーリストに譲渡。同社は相鉄グループを離脱（その後、2010年（平成22年）12月に近畿日本ツーリスト神奈川に商号変更）。
  - 横浜ステーシヨンビルの大部分の株式を東日本旅客鉄道（JR東日本）に譲渡。同社は相鉄グループを離脱。
- 2005年（平成17年）4月
  - 不動産分譲事業を相鉄不動産に会社分割。
  - ビル資産保有事業を相鉄プロバティーズに会社分割。
  - 流通・サービス事業を相鉄流通サービスに会社分割。
- 2006年（平成18年）
  - 6月 - 相鉄イン株式会社を設立し、ビジネスホテル事業に参入。
  - 7月 - 相鉄グループ全体で「S」の字をモチーフにした新グループマーク制定。同時にグループブランドメッセージ「ときめきとやすらぎをつなぐ」を制定。
- 2009年（平成21年）9月 - 相鉄ホールディングス株式会社に商号を変更。同時に鉄道事業を相鉄準備会社株式会社（旧：株式会社大関）に委譲し、これを（新）相模鉄道株式会社に商号変更。

### 相鉄ホールディングス
- 2009年（平成21年）9月 - 相模鉄道株式会社の商号を相鉄ホールディングス株式会社に変更。
- 2010年（平成22年）10月 - 横浜市内の乗合バス事業を相鉄バスに分割。相鉄ホールディングスは純粋持株会社になる。
- 2014年（平成26年）9月1日 - サンルートホテルチェーンを運営する株式会社サンルートの全株式がジェイティービーから譲渡され、同社を完全子会社とする[10][11]。
- 2016年（平成28年）3月24日 - 相鉄鉱業を松上産業に譲渡し、松上鉱業に商号変更。祖業の砂利生産業から完全撤退。
- 2017年（平成29年）10月1日 - 普通株式5株に対して1株の割合で、株式併合を行う。
- 2022年（令和4年）4月 - 東京証券取引所の市場区分の見直しにより、東京証券取引所プライム市場に移行。
- 2025年（令和7年）2月20日 - 小田急電鉄が保有する相鉄ホールディングスの普通株式4,302,500株（単元未満株式を除く保有株式全て）を売却することを決定[12][13][14]。

## 相鉄グループ
相鉄グループ（そうてつグループ）は、純粋持株会社である相鉄ホールディングス株式会社を中心とする企業グループである。30社余りから構成される。グループブランドメッセージ（キャッチコピー）は「ときめきと やすらぎをつなぐ」。

### グループ会社一覧
持株会社
- 相鉄ホールディングス株式会社

運輸
- 相模鉄道株式会社
- 相鉄バス株式会社

流通
- 相鉄ステーションリテール株式会社
- 相鉄ローゼン株式会社
  - 株式会社葉山ボンジュール
  - 相栄フーズ株式会社

不動産
- 相鉄不動産株式会社
- 相鉄不動産販売株式会社
- 株式会社相鉄リナプス
- 株式会社相鉄リビングサポート
- 株式会社相鉄アーバンクリエイツ
  - 株式会社相鉄ビルマネジメント

- 株式会社キャピタルプロパティーズ

ホテル
- 相鉄ホテル株式会社 - 横浜ベイシェラトン ホテル&タワーズ運営
- 株式会社相鉄ホテルマネジメント
- 株式会社相鉄ホテル開発
- 相鉄イン株式会社
- 株式会社サンルート
- 株式会社相鉄インターナショナル韓国

その他
- 相鉄企業株式会社
  - 第一相美株式会社

- 横浜熱供給株式会社
- 相鉄リフォーム株式会社
- 相鉄ウィッシュ株式会社 - 特例子会社
- 相鉄保険サービス株式会社
- 相鉄ネクストステージ株式会社
- 株式会社相鉄ピュアウォーター
- 横浜高速鉄道株式会社

### 2006年以降のグループの沿革
- 2006年（平成18年）
  - 3月31日 - 株式会社大関の事業（ザ・ダイヤモンドで同名のきしめん店を運営）をグループ外企業に売却。
  - 6月2日 - 相鉄イン設立。
  - 7月1日 - 新グループマーク、グループブランドメッセージ等策定。
- 2008年（平成20年）
  - 4月1日 - 横浜地下街が相鉄プロパティーズを吸収。相鉄アーバンクリエイツとなる。
- 2009年（平成21年）
  - 1月22日 - 株式会社大関が相鉄準備会社株式会社に商号変更。
  - 3月4日 - 株式会社ムーンが相鉄グループ入り。
  - 8月1日 - 相商が相販と相鉄フードサービスを吸収し、商号を相鉄リテールサービスに変更。
  - 9月16日 - （旧）相模鉄道が鉄道事業を分社し、相鉄ホールディングスに商号変更。鉄道事業を承継した相鉄準備会社が（新）相模鉄道に商号変更。
- 2010年（平成22年）
  - 7月1日 - 相鉄ホールディングスよりの会社分割にて株式会社キャピタルプロパティーズ設立。
  - 7月1日 - 相鉄インよりの会社分割にて株式会社相鉄イン開発設立。
  - 10月1日 - 相鉄ホールディングスの社内カンパニーで運営していた乗合バス事業を全て相鉄バスへ譲渡。
- 2011年（平成23年）
  - 5月1日 - 日本都市整備をオオバへ売却。
  - 10月7日 - 横浜ケーブルビジョンをJ:COM及び東京急行電鉄に売却。
- 2012年（平成24年）
  - 3月30日 - 相鉄自動車工業をカナセキユニオンに売却（神奈川石油販売に社名変更）。
  - 6月1日 - 相鉄自動車を日本交通グループに売却（日本交通横浜に社名変更）。同社の損害保険代理業及び生命保険の募集に関する事業は相鉄保険サービスへ吸収分割。
  - 6月29日 - 相鉄ネクストステージを設立。
  - 7月1日 - 相鉄興産は相鉄鉱業とその商号を変更。同日、東海開発が相鉄興産とその商号を変更。
  - 12月21日 - 相鉄ゴルフを市川ゴルフ興業に売却。
- 2013年（平成25年）
  - 1月15日 - 相鉄エージェンシーの株式のうち90%を港北出版印刷に売却。
  - 2月1日 - 相鉄建設を日成ビルド工業に売却（現・NB建設）。
  - 4月1日 - 相鉄不動産販売の浄水器事業を相鉄ピュアウォーターへ吸収分割。
- 2014年（平成26年）
  - 2月28日 - 相鉄不動産販売が温浴および温泉事業から撤退。
  - 4月1日 - イストが相鉄流通サービスを吸収合併。商号を相鉄ステーションリテールへ変更。
  - 7月1日 - 相鉄ローゼンが相鉄リテールサービスを吸収合併。
  - 9月1日 - ホテルチェーンのサンルートの全株式を取得。
- 2015年（平成27年）
  - 4月1日 - ムーンをコシダカホールディングス傘下のコシダカに売却。
- 2016年（平成28年）
  - 3月24日 - 完全子会社である相鉄鉱業の全株式を松上産業に売却[16]。
- 2017年（平成29年）
  - 4月1日 - 相鉄フレッサインが京都府京都市にホテルを開業。これを皮切りに相鉄グループ自力での全国展開を開始。
  - 10月1日 - 相鉄インとサンルートのホテル事業を相鉄ホテルマネジメントへ吸収分割。
  - 12月1日 - 完全子会社である相鉄興産の株式の90%を東和アークスに売却。[17]。

## バス事業
2009年（平成21年）に相鉄HDへ商号変更した後も、2010年（平成22年）にかけての約1年間、旧・相模鉄道から引き続き、社内カンパニーとして「自動車カンパニー」を置き、横浜市内で路線バス事業を行っていた。現在は全ての路線が相鉄バスに譲渡されている。相模鉄道系のバスについても同社の記事を参照。

## 諸問題

### 労働争議
バス事業譲渡後も、バス事業の相鉄HD社員は相鉄バスへ出向という形で在籍していたが、相鉄HDは出向している相鉄労働組合の組合員（社員）に対して、2014年春から相鉄バスへの転籍を強要した。転籍せずに残った社員は、いわゆる追い出し部屋待遇に処され、バス子会社は常時人員募集を行うような状況であるにもかかわらず、バスと無関係な他のグループ内子会社への出向も行われた。これに対して神奈川県労働委員は、2016年4月に相鉄に対して措置勧告を出した。勧告を無視し続けたため、組合は2016年6月24日に横浜地方裁判所に提訴したが、2018年4月19日に判決が出され、請求は棄却された。